# Franko Andrijašević
Franko Andrijašević (Split, 22 juni 1991) is een Kroatisch voetballer die doorgaans als centrale middenvelder speelt. Hij wordt momenteel door KAA Gent verhuurd aan HNK Rijeka. In 2013 debuteerde hij bij het nationale elftal van Kroatië.

## Clubcarrière
Andrijašević komt uit de jeugdacademie van HNK Hajduk Split. Hij maakte zijn profdebuut op 13 mei 2010 in de Kroatische competitie tegen NK Croatia Sesvete. Tijdens het seizoen 2011/12 werd hij wegens gebrek aan speelminuten uitgeleend aan NK Dugopolje, dat op het tweede niveau uitkomt. Hij debuteerde voor die club met een doelpunt tegen NK Hrvatski Dragovoljac Zagreb. Eind 2011 keerde hij terug bij Hajduk Split. Tijdens het seizoen 2012/13 dwong hij uiteindelijk een basisplaats af. De tweede captain van de 'Bili' speelde in totaal achtenzeventig wedstrijden voor Hajduk en scoorde daarin dertien goals.
In juni 2014 vertrok Andrijašević naar aartsrivaal GNK Dinamo Zagreb, waar hij een contract van vijf jaar tekende. In januari 2015 vertrok de Kroaat op huurbasis naar NK Lokomotiva Zagreb. Medio 2015 werd die verhuurperiode met één jaar verlengd.
In de zomer van 2016 tekende hij een contract bij HNK Rijeka. Dat seizoen won hij met Rijeka zowel de competitie als de beker en werd hij verkozen tot beste speler in de Kroatische competitie. Hij scoorde er in totaal 18 doelpunten in 32 wedstrijden.
In juni 2017 maakte hij de overstap naar KAA Gent. Gent telde zo'n vier miljoen euro neer voor Andrijašević, wat hem de duurste inkomende transfer ooit voor de club maakte.
In januari 2019 raakte bekend dat Andrijašević voor de rest van het seizoen door Gent werd uitgeleend aan Waasland-Beveren.
Vanaf september 2019 leende Gent hem voor één seizoen uit aan zijn oude club, HNK Rijeka.

### Spelersstatistieken
| Seizoen         | Club               | Land             | Competitie         | Competitie | Competitie | Beker | Beker | Andere | Andere | Internationaal | Internationaal | Totaal | Totaal |
| Seizoen         | Club               | Land             | Competitie         | Wed.       | Dlp.       | Wed.  | Dlp.  | Wed.   | Dlp.   | Wed.           | Dlp.           | Wed.   | Dlp.   |
| --------------- | ------------------ | ---------------- | ------------------ | ---------- | ---------- | ----- | ----- | ------ | ------ | -------------- | -------------- | ------ | ------ |
| 2009/10         | Hajduk Split       | Vlag van Kroatië | 1. HNL             | 1          | 0          | 0     | 0     | 0      | 0      | 0              | 0              | 1      | 0      |
| 2010/11         | Hajduk Split       | Vlag van Kroatië | 1. HNL             | 7          | 0          | 0     | 0     | 0      | 0      | 1              | 0              | 8      | 0      |
| 2011/12         | → NK Dugopolje     | Vlag van Kroatië | 2. HNL             | 13         | 4          | 0     | 0     | 0      | 0      | 0              | 0              | 13     | 4      |
| 2011/12         | Hajduk Split       | Vlag van Kroatië | 1. HNL             | 12         | 0          | 0     | 0     | 0      | 0      | 0              | 0              | 12     | 0      |
| 2012/13         | Hajduk Split       | Vlag van Kroatië | 1. HNL             | 24         | 6          | 0     | 0     | 0      | 0      | 3              | 0              | 27     | 6      |
| 2013/14         | Hajduk Split       | Vlag van Kroatië | 1. HNL             | 27         | 6          | 1     | 1     | 0      | 0      | 2              | 0              | 30     | 7      |
| 2014/15         | Dinamo Zagreb      | Vlag van Kroatië | 1. HNL             | 10         | 3          | 2     | 0     | 0      | 0      | 3              | 0              | 15     | 3      |
| 2014/15         | → Lokomotiva       | Vlag van Kroatië | 1. HNL             | 14         | 6          | 2     | 0     | 0      | 0      | 0              | 0              | 16     | 6      |
| 2015/16         | → Lokomotiva       | Vlag van Kroatië | 1. HNL             | 28         | 12         | 3     | 2     | 0      | 0      | 4              | 1              | 35     | 15     |
| 2016/17         | HNK Rijeka         | Vlag van Kroatië | 1. HNL             | 28         | 16         | 4     | 2     | 0      | 0      | 0              | 0              | 32     | 18     |
| 2017/18         | KAA Gent           | Vlag van België  | Jupiler Pro League | 20         | 2          | 1     | 0     | 0      | 0      | 1              | 0              | 22     | 2      |
| 2018/19         | KAA Gent           | Vlag van België  | Jupiler Pro League | 10         | 0          | 0     | 0     | 0      | 0      | 2              | 0              | 12     | 0      |
| 2018/19         | → Waasland-Beveren | Vlag van België  | Jupiler Pro League | 16         | 3          | 0     | 0     | 0      | 0      | 0              | 0              | 16     | 3      |
| 2019/20         | → HNK Rijeka       | Vlag van Kroatië | 1. HNL             | 0          | 0          | 0     | 0     | 0      | 0      | 0              | 0              | 0      | 0      |
| Carrière totaal | Carrière totaal    | Carrière totaal  | Carrière totaal    | 210        | 58         | 13    | 5     | 0      | 0      | 16             | 1              | 239    | 64     |

Bijgewerkt t.e.m. 2 september 2019.

## Interlandcarrière
Op 22 januari 2013 riep Kroatisch voormalig bondscoach Igor Štimac Andrijašević voor het eerst op voor het Kroatisch nationaal elftal. Hij debuteerde op 6 februari 2013 in een vriendschappelijke wedstrijd tegen Zuid-Korea in Londen. Hij viel na 65 minuten in voor Ognjen Vukojević en zag zijn land met 0-4 winnen.